# Mainburg
Mainburg er en by i Landkreis Kelheim i Regierungsbezirk Niederbayern i den tyske delstat Bayern.

## Geografi
Byen ligger ved den lille flod Abens i landskabet Hallertau, der er det største humleproducerende område i verden. Den ligger mellem Freising og Regensburg samt mellem Landshut og Ingolstadt.

### Inddeling
I kommunen ligger ud over Mainburg disse landsbyer og bebyggelser:
Aignerhof, Aufhausen, Auhof, Axenhofen, Bachmühle, Beslmühle, Brandmühle, Dirschengrub, Ebrantshausen, Frauenberg, Götzenberg, Grabmühle, Gschwellberg, Gschwellhof, Gumpertshofen, Haid, Holzmannshausen, Kleingundertshausen, Köglmühle, Leitenbach, Leuchtenburg, Lindkirchen, Marzill, Massenhausen, Meilenhausen, Meilenhofen, Mittermühle, Neumühle, Oberempfenbach, Obermühle, Öchslhof, Petermühle, Pettenhof, Plankmühle, Puttenhausen, Ried, Rohnstorf, Rothmühle, Sandelzhausen, Seemühle, Steinbach, Straßhof, Streichmühle, Unterempfenbach, Unterwangenbach, Wambach, Weihmühle og Wolfertshausen.

## Seværdigheder
På Salvatorberg ovenfor rådhuset ligger i Kloster Mainburg Salvatorkirken St. Peter und Paul.